# Laurenz van de Sype

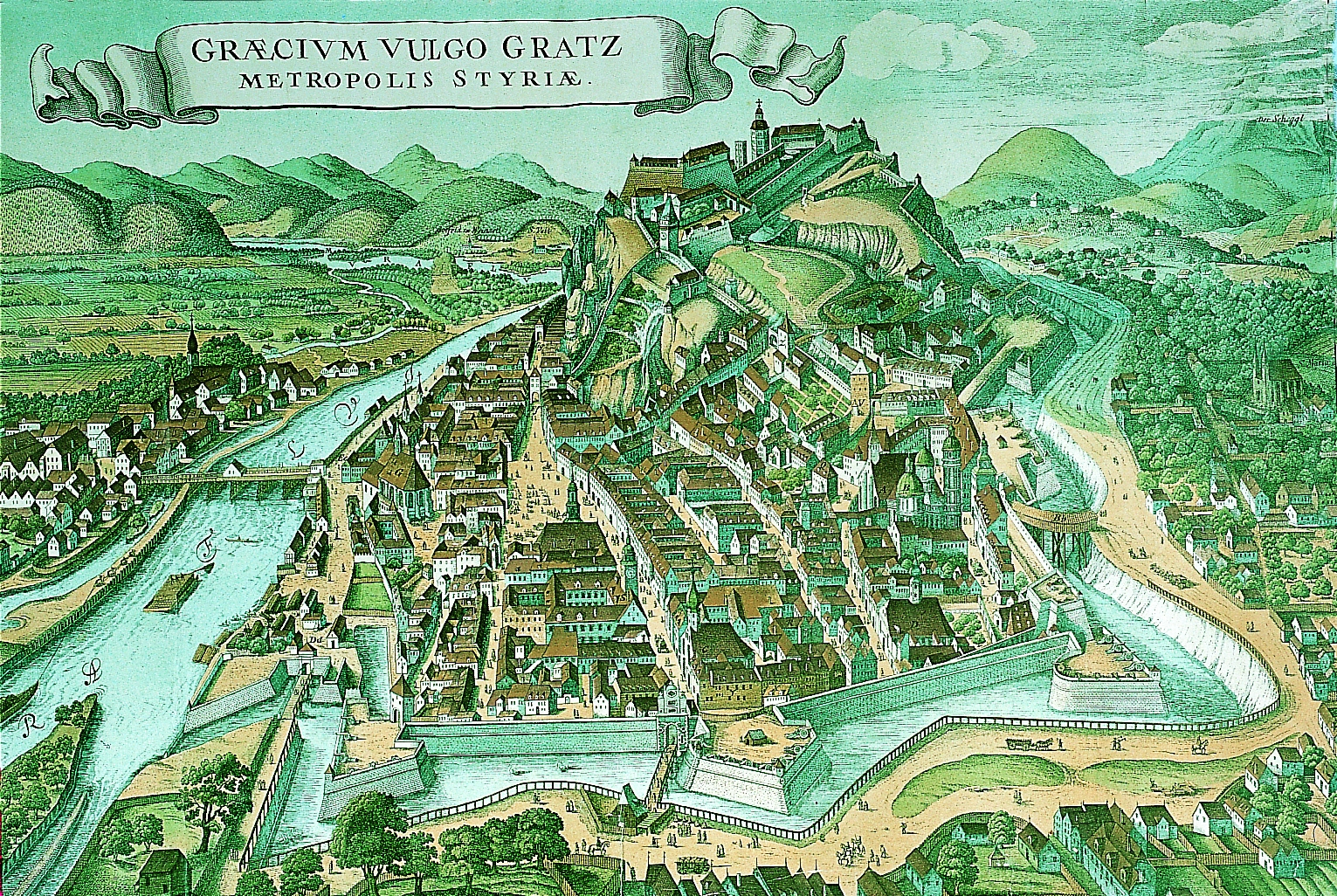
Graz Mitte 17. Jahrhundert. Kupferstich Laurenz van de Sype 1626–1634, Wenzel Hollar – 1657

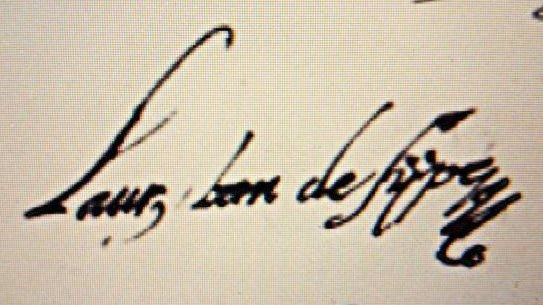
Festungsbaumeister Laurenz van de Sype

Laurenz van de Sype (auch Desipi, Vandesipi; * im 16. Jahrhundert; † 18. April 1634 in Graz) war ein Festungsbaumeister, Bauschreiber, Architekt und Kupferstecher.

## Leben und Wirken

### Familie
Zwei weitere Kupferstecher mit dem Namen van Sype sind dokumentiert: Georg Johann (1634 erwähnt) und Nicola van Sype (–1641). Alle drei arbeiteten im zweiten Viertel des 17. Jahrhunderts in Heiligen Römischen Reich, was darauf hinweist, dass eine zeitgenössische Familie dieses Namens als Kupferstecher etabliert war.

#### Familie in Graz
Zumindest ab 1615 lebte Laurenz van de Sype in Graz bei den Geburten/Taufen seiner Kinder, der Tochter Anna Elisabeth, die Mutter war Magdalena Anna. Es folgten Maria (1617), Catharina (1619), Maria Elisabeth (1621) und die Zwillinge Christian und Christina (1623). Die Kinder starben sehr früh und wurden anfangs ohne Namen (als „sein Kind“) eingetragen.
- Tochter Hyppolita Anna heiratete am 24. Oktober 1638 den landschaftlichen Sekretär Adam Wundegger von Wundegg, sie starb am 14. August 1671.

#### Baumeister und Bauschreiber
Am 12. Juni 1621, zur Taufe der Tochter Maria Elisabeth, wird Laurentius van de Sype als Baumeister bezeichnet, ein Herr N. „Kriegssekretär“ war Taufpate. Am 1. September 1623 bei den Zwillingen ist Bauschreiber (auf d. ....) eingetragen.

### Die Grazer Befestigungen
Laurenz van de Sype wirkte von 1619 bis 1634 als Kriegsbaumeister in Graz. Er ließ die Vorstadt am rechten Murufer befestigen und Ausbesserungen an der Burgbastei vornehmen. Sein Kupferstich der Vogelperspektive einer Grazer Stadtansicht zeigt den Stand der Befestigungsanlage um 1635. Sein Nachfolger von 1634 bis 1653 war Tobias Creizthaller.

### Schloss Eggenberg

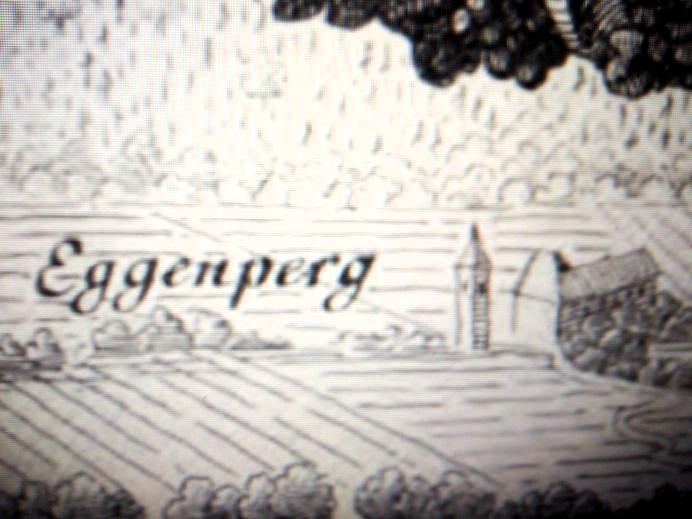
Einzig bekannte Ansicht des Schlosses vor dem barocken Umbau um 1620
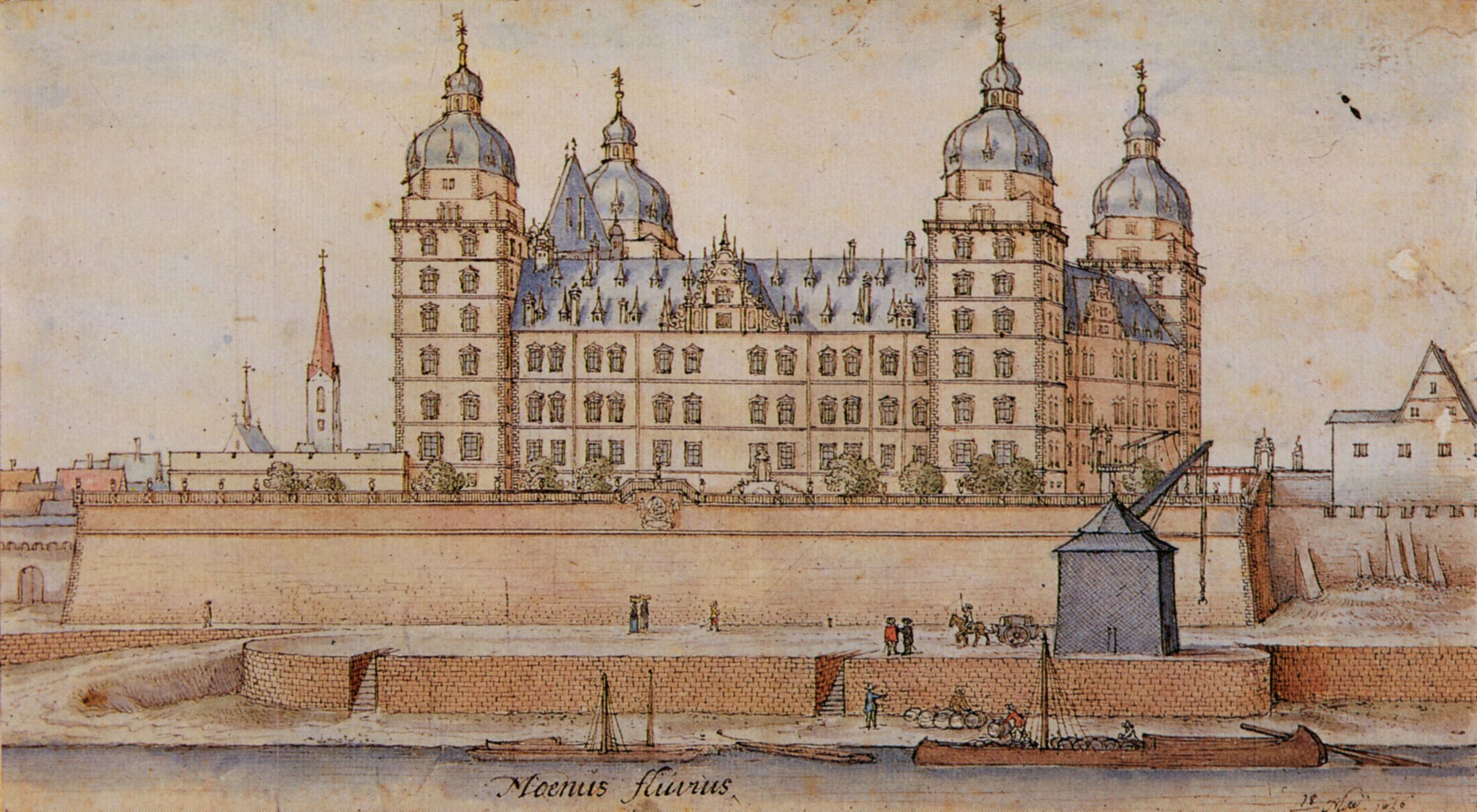
Schloss Aschaffenburg, Zeichnung von Wenzel Hollar, 1636
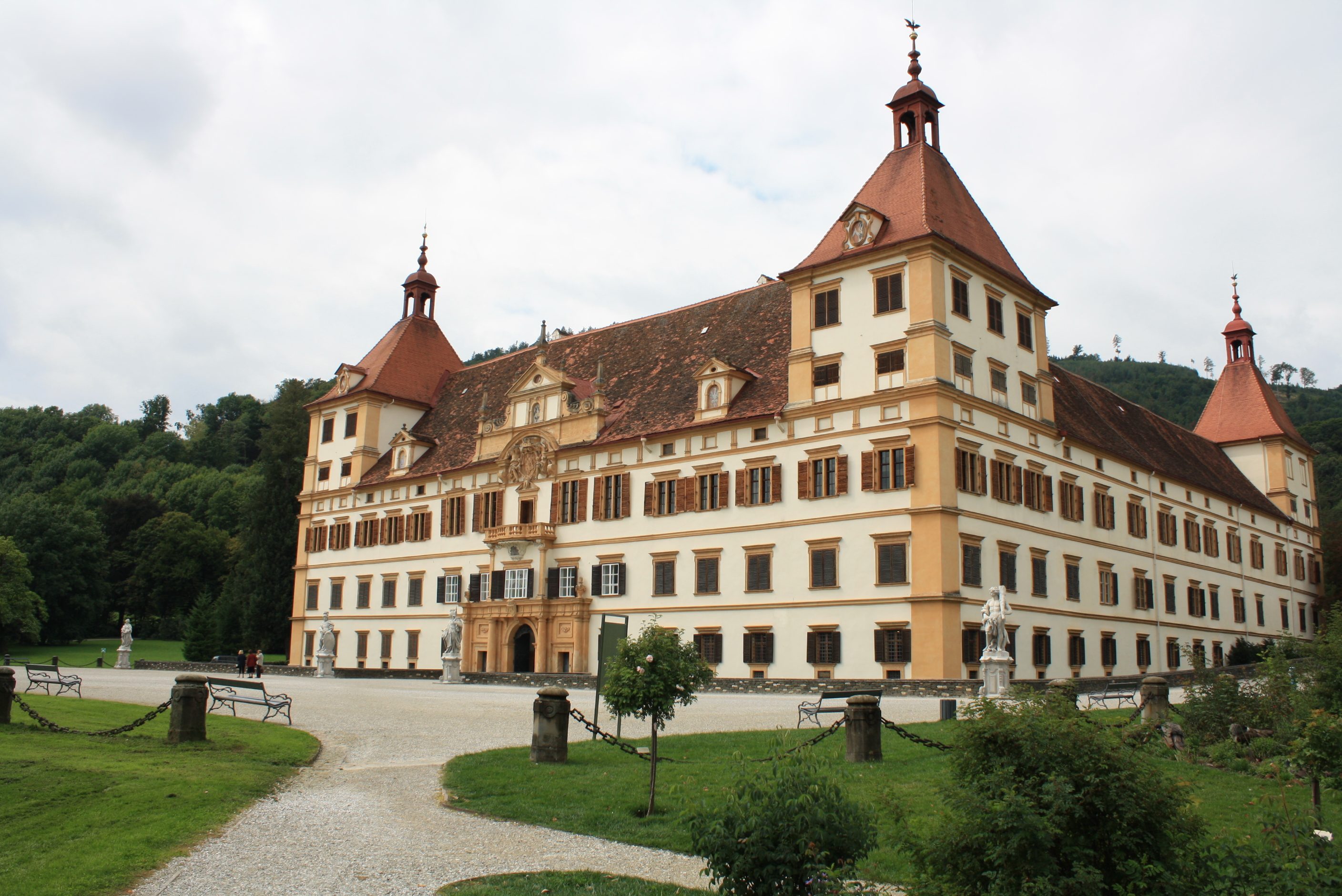
Schloss Eggenberg

Hans Ulrich von Eggenberg wurde 1623 in den Reichsfürstenstand erhoben. Zum vorhandenen Schloss Algersdorf sollte ein besonderer Repräsentationsbau geplant werden.

„Als Vorbild schwebte dem Fürsten das Aschaffener Schloss vor; so schuf den Entwurf wohl ein Kenner desselben, Laurenz van de Sype.“

Weiters waren am Bau beteiligt: der Hofarchitekt Giovanni Pietro de Pomis, Hofbaupolier Pietro Valnegro und Antonio Pozzo.

### Kupferstich Graz 1626–1657
Beschreibung: Panoramasicht. Kupferstich (von zwei Platten) mit Titel in Spruchband und Legende von W. Hollar, aus dem „Theatrum exhibens illustriores principesque Germaniae Superioris civitates“ des Johannes Janssonius. Amsterdam 1657. 38 × 89 cm (Blattgröße: 49,5 × 106 cm).
- "Dieser große Kupferstich ist die erste mit topographischer Genauigkeit erarbeitete Ansicht der Stadt Graz, die vom holländischen Kupferstecher und Topographen Lorenz van de Sype, der 1634 in Graz starb, begonnen wurde. Fortgesetzt und vollendet wurde das Kunstwerk vom Zeichner und Stecher Wenzel Hollar, der diesen Stich auch signierte.
- 1637 bezahlte die „Landschaft“ seiner Witwe Anna Maria[8]

„Wegen der durch ihren Hausswierth seel. in Khupfer abgestochnen vnd einer löbl. Landschaft dedicierten Gräz Statt" 18 f. - ;
diese Arbrit war "de nouo", denn der Stich von früher sollte verbessert werden, wurde angefangen, aber nicht beendet und
erst durch die Witwe fertiggestellt.“